# Шакпак (Северо-Казахстанская область)
Шакпак (каз. Шақпақ) — упразднённое село в районе имени Габита Мусрепова Северо-Казахстанской области Казахстана. Упразднено в 2018 г. Входило в состав Чистопольского сельского округа. Код КАТО — 596665900.

## История
До 2013 года село входило в состав упразднённого Гаршинского сельского округа.

## Население
В 1999 году численность населения села составляла 98 человек (51 мужчина и 47 женщин). По данным переписи 2009 года в селе проживало 77 человек (37 мужчин и 40 женщин).